# Dumgenevitz
Dumgenevitz ist ein Ortsteil der Stadt Putbus im Landkreis Vorpommern-Rügen in Mecklenburg-Vorpommern.

## Geografie und Verkehrsanbindung
Dumgenevitz liegt westlich der Kernstadt Putbus. Die Landesstraße 29 verläuft südlich und die Landesstraße 291 westlich.

## Söhne und Töchter des Ortes
- Hermann Lietz (1868–1919), deutscher Reformpädagoge